# Карликоль
Карлико́ль (каз. Қарлыкөл) — село у складі Зерендинського району Акмолинської області Казахстану. Входить до складу Булацького сільського округу.
Населення — 207 осіб (2021; 292 у 2009, 393 у 1999, 550 у 1989).
Національний склад станом на 1989 рік:
- казахи — 47 %;
- росіяни — 27 %.

До 2007 року село називалося Пахар, ще раніше — імені Леніна.